# 出雲戰記
《出雲戰記》（IZUMO -猛き剣の閃記-）是以Studio e.go!公司製作的遊戲《IZUMO2》为原作的电视动画。2005年4月至6月播放，共十二集。

## 主要角色
詳情角色介紹請參閱IZUMO2。
- 八岐猛（やぎ たける）（CV：荻原秀樹）
- 大斗剛（やまと たけし）（CV：結城比呂）
- 白鳥琴乃（しらとり ことの）（CV：冰青）
- 白鳥明日香（しらとり あすか）（CV：力丸乃梨子）
- 逢須芹（おおす せり）（CV：石松千惠美）
- 北河麻衣（きたがわ まい）（CV：山川琴美）
- 佐久夜（サクヤ）（CV：壱智村小真）
- 卑弥呼（CV：河原木志穗）
- 天照（アマテラス）（CV：雨宮侑布）
- 麟（りん）（CV：足立友）
- 朱雀（すざく）（CV：宮崎羽衣）
- 青龍（せいりゅう）（CV：庄子裕衣）
- 玄武（げんぶ）（CV：井上奈奈）
- 白虎（びゃっこ）（CV：斋藤桃子）

## 主題歌
片頭曲『Romantic Chaser』
作詞：畑亞貴　作曲：太田雅友　編曲：太田雅友　歌：小枝
片尾曲『最新Dream』
作詞：畑亞貴　作曲・編曲：黑須克彥　歌：Clover

## 各話列表
| 話數 | 標題                         | 劇本         | 分鏡                      | 演出             | 作畫監督                 |
| ---- | ---------------------------- | ------------ | ------------------------- | ---------------- | ------------------------ |
| 1    | 夢の呼び声                   | 川上修       | 福本潔                    | 中川聡           | 小林多加志 渡辺伸弘      |
| 2    | 異界                         | 川上修       | 岸誠二                    | ながはまのりひこ | 柳昇希                   |
| 3    | 分かれた友                   | 東山玄       | 実原登 菊池一仁           | 横山じゅんいち   | 梶浦紳一郎               |
| 4    | この世の姿                   | 川上修       | 奥脇雅晴                  | 福本潔           | 高橋典子                 |
| 5    | 襲撃                         | 長谷川菜穂子 | 中川聡                    | 中川聡           | 渡辺伸弘                 |
| 6    | 四聖獣                       | 東山玄       | ながはまのりひこ 冨永恒雄 | 鈴木吉男         | 柳昇希 佐藤哲也 渡辺伸弘 |
| 7    | 対決の砦                     | 川上修       | 横山じゅんいち 冨永恒雄   | 横山じゅんいち   | 梶浦紳一郎 HONG SOON HO  |
| 8    | やすらかな時                 | 長谷川菜穂子 | 大原実                    | 福本潔           | 高橋典子                 |
| 9    | 守るべきもの                 | 東山玄       | 麦野アイス                | 小野勝巳         | 澤崎誠                   |
| 10   | 黄泉比良坂（ヨモツヒラサカ） | 川上修       | 冨永恒雄                  | 鈴木吉男         | 柳昇希 加野晃            |
| 11   | 猛る命                       | 長谷川菜穂子 | 中川聡                    | 牧野行洋         | 渡辺伸弘                 |
| 12   | 二つの魂                     | 東山玄       | 冨永恒雄                  | 福本潔           | 高橋典子                 |

## 工作人員
- 原作：Studio e.go![4]
- 企画：増田宝昌、井上博明
- 監督：冨永恒雄
- 監督補佐：中川聰
- 系列構成：川上修
- 角色原案：山本和枝
- 角色設計、總作画監督：小林多加志
- 美術監督：吉川洋史
- 色彩設計：熊谷妙子
- 攝影監督：久保博志
- 編集：瀨山武司
- 音響監督：飯塚康一
- 音樂製作人：伊藤善之
- 音樂：myu
- 執行製作：小林正樹
- 製作人：井上博明
- 動畫製作人：松本真
- 音楽制作：Lantis
- 動畫製作：Trinet Entertainment、九魔工作室
- 製作：IZUMO2製作委員會（Amuse Soft Entertainment、Trinet Entertainment、M&I Art System、Traffic Promotion）

## 電視台
日本深夜動畫：下文記載的日本国内播放時間使用日本標準時間（UTC+9）表示。因為部分時間标识會採用30小时制，因此請留意这类超过24:00的时间，其實際播放時間為翌日清晨。
| 播放地域 | 電視台       | 播放期間                | 播放時間                   | 備註             |
| -------- | ------------ | ----------------------- | -------------------------- | ---------------- |
| 神奈川縣 | 神奈川電視台 | 2005年4月2日 - 6月18日  | 星期六 25時30分 - 26時00分 |                  |
| 千葉縣   | 千葉電視台   | 2005年4月5日 - 6月21日  | 星期三 26時00分 - 26時30分 |                  |
| 埼玉縣   | 埼玉電視台   | 2005年4月6日 - 6月22日  | 星期二 25時00分 - 25時30分 |                  |
| 京都府   | KBS京都      | 2005年4月6日 - 6月22日  | 星期二 25時30分 - 26時00分 |                  |
| 愛知縣   | 愛知電視台   | 2005年4月7日 - 6月23日  | 星期四 25時58分 - 26時28分 |                  |
| 兵庫縣   | SUN電視台    | 2005年4月7日 - 6月23日  | 星期四 26時05分 - 26時35分 |                  |
| 全日本   | Kids Station | 2005年4月13日 - 6月29日 | 星期二 24時00分 - 24時30分 | CS放送（有重播） |

## 外部連結
- Studio e.go!（日語）
- 動畫官方網站トライネットエンタテインメント（日語）